# Kathy Smallwood-Cook
Kathy Smallwood-Cook, född den 3 maj 1960, är en brittisk före detta friidrottare som tävlade i kortdistanslöpning.
Smallwood-Cooks främsta meriter är dels bronset på 400 meter vid Olympiska sommarspelen 1984 och dels bronset på 200 meter vid VM 1983 i Helsingfors. Hon blev silvermedaljör vid EM 1982 i Aten. 
Hon hade stora framgångar med det brittiska stafettlaget på 4 x 100 meter. Två gånger blev laget bronsmedaljörer vid OS, både vid Olympiska sommarspelen 1980 och vid OS 1984. Laget blev silvermedaljörer vid VM 1983 efter Östtyskland.

## Personliga rekord
- 100 meter - 11,10 från 1981
- 200 meter - 22,10 från 1984
- 400 meter - 49,43 från 1984